# Терапонт Сардијски
Свети Терапонт је био епископ града Сарда. Обратио је многе Грке у хришћанство због чега је мучен од незнабожаца глађу, тамницом и пребијањем. Обнаженог ставили су га на земљу и везали за 4 сува коца, па га немилосрдно тукли све док му месо нису здерали са костију. Али мученик је ипак остао у животу. 
У хришћанској традицији помиње се да су она четири сува коца озеленела и од њих је настало високо дрвеће, од кога су многи болесници добијали исцељење. Најзад свети Терапонт је заклан за време вадавине цара Валеријана 259. године.
Српска православна црква слави га 27. маја по црквеном, а 9. јуна по грегоријанском календару.